# NGC 328
NGC 328 è una galassia a spirale situata nella costellazione della Fenice.
Fu scoperta il 5 settembre 1836 da John Herschel.